# زودتر، ملوسک، بکش! بکش!
زودتر، ملوسک، بکش! بکش! (انگلیسی: Faster, Pussycat! Kill! Kill!) یک فیلم سودجوی اکشن به کارگردانی راس مایر سال ۱۹۶۵ سینمای آمریکاست. از بازیگران آن می‌توان به تورا ساتانا، حاجی، لوری ویلیامز، سوزان برنار و ری بارلوو اشاره کرد.
فیلم از آثار کالت و از برترین فیلم‌های درجهٔ ب تاریخ سینما به‌شمار می‌رود.